# Теодорос Рштуни
Теодоро́с Рштуни́ (арм. Թեոդորոս Ռշտունի; умер в 658, Дамаск) — армянский полководец и государственный деятель. Вёл борьбу за независимость Армении от Восточной Римской (Византийской) империи и Сасанидской Персии. Назначен арабами верховным правителем Армении, Грузии и Кавказской Албании.

## Жизнь и правление
Год рождения точно неизвестен. В 639 году становится первенствующим князем объединённой Армении и остается таковым до 643 года. В 641 году армянский католикос Нерсес III обращается к византийскому императору Константу II с просьбой официально признать власть Теодороса Рштуни. Император назначает Теодороса спарапетом Армении и отправляет ему на помощь против арабов византийского полководца Прокопия с войском. В 643 году происходит конфликт между Теодоросом Рштуни и византийским полководцем Прокопием, в результате войско делится на две части. Чуть позднее Теодорос Рштуни одерживает победу над арабами, а византийцы терпят поражение. Разъяренные этим, византийцы организовали заговор, в результате которого Теодорос Рштуни был арестован и отправлен в Константинополь. В 646 году Теодорос Рштуни вновь становится ишханом (первенствующем князем) Армении и остается таковым до 653 года. В 650 году начинается новое вторжение арабов в Армению. Арабские отряды опустошили Васпуракан и Айрарат. Вскоре Теодорос Рштуни одержал значительную победу над арабами в Васпуракане. В 652 году Рштуни признал зависимость от арабского халифата, взамен получив от арабов пост верховного правителя Армении, Грузии и Кавказской Албании. Феодальная междоусобица, вспыхнувшая в Армении, послужила поводом для нового вторжения арабских войск в Армению в 654 году.

## Смерть
Теодорос был пленен и с двумя тысячами заложников отправлен в Сирию, где и умер в Дамаске в 658 году.

## Образ в художественной литературе
Армянский писатель Церенц (Овсеп Шишманян, 1822 - 1888 ) посвятил Теодоросу Рштуни одноименный исторический роман.  В романе отражена  героическая деятельность Теодороса Рштуни,  развивающаяся в драматический период армянской истории VII века, "...когда стонущая под персидским и византийским игом Армения, разоренная и изнеможденная подвергалась новым нашествиям иноземных захватчиков.".